# Watery River
Der Watery River ist ein Fluss im Norden des australischen Bundesstaates Western Australia. Er liegt in der Region Kimberley.

## Geografie
Der Fluss entspringt an den Südhängen des Mount Wells im Ostteil der King Leopold Ranges und fließt nach Südwesten. Am Südrand der Mueller Ranges mündet er in den O’Donnell River.

### Nebenflüsse mit Mündungshöhen
Der Watery River hat folgende Nebenflüsse:
- Waddy Spring Creek – 501 m
- Wolooer Creek – 359 m